# Préludes et Nocturnes
Préludes et Nocturnes (Preludes and Nocturnes) est le premier tome de l'anthologie de la série de bandes dessinées Sandman, écrite par Neil Gaiman, publiée aux États-Unis par DC Comics. Cet album est illustré par Sam Kieth, Mike Dringenberg (cocréateurs avec Gaiman du personnage de Sandman) et Malcolm Jones III, colorié par Robbie Bush et lettré par Ève Deluze.

## Publications francophones
- Éditions Le Téméraire Sandman, le maître de rêves : Préludes, mai 1997,  (ISBN 978-3866076280) puis Sandman, le maître de rêves : Nocturnes, mai 1999,  (ISBN 978-2908703818).
- Delcourt collection Contrebande, Sandman : Préludes et Nocturnes, juin 2004, (ISBN 978-2847893656).
- Panini, Sandman : Préludes et Nocturnes, novembre 2008,  (ISBN 978-2809405378).
- Préludes et Nocturnes fait également partie de l'intégrale Sandman : Tome 1 édité par Urban Comics collection Vertigo Essentiels, 15 novembre 2012,  (ISBN 978-2365771221).

## Synopsis
Les sept premiers chapitres forment l'arc Plus que des rubis tandis que le huitième constitue une histoire à part, Le battement de ses ailes, qui est un chapitre d'ambiance.

### Le sommeil du juste
Crayonné de Sam Kieth ; encrage de Mike Dringenberg ; couleurs de Robbie Busch ; 40 planches. Titre original : Sleep of the Just.
En 1916, Dream (personnage)Dream est capturé par un occultiste, Roderick Burgess, à la suite d'une invocation ayant manqué sa cible : Burgess voulait emprisonner la Mort pour devenir immortel. Dream, prenant patience, guette une occasion de s'échapper. Celle-ci se présente en 1988, après plus de 70 ans passés dans une prison de verre : l'un de ses gardiens s'endort, lui donnant accès à ses rêves. Roderick Burgess est mort entre-temps, son fils Alexandre a pris sa place : Dream exerce sur lui sa vengeance, l'enfermant dans un cauchemar.

### Des hôtes inaccomplis
Crayonné de Sam Kieth ; encrage de Mike Dringenberg ; couleurs de Robbie Busch ; 24 planches. Titre original : Imperfect Hosts.
Retournant dans son royaume des rêves, Dream le découvre délabré par sa longue absence. Son palais est en ruines, ses sujets les rêves et cauchemars sont dispersés, et seul Lucien, son bibliothécaire, l'accueille fidèlement. Affaibli par sa longue captivité, Dream n'est pas encore en mesure de restaurer son royaume. Il se met alors à la recherche des outils qui lui ont été dérobés : un sachet de sable inépuisable, un masque (son heaume) et un rubis fait de rêves cristallisés. Il invoque alors, à la recherche d'indices, la déesse triple Hécate, qui lui accorde trois réponses énigmatiques.

### Rêve encore un peu de moi
Crayonné de Sam Kieth ; encrage de Mike Dringenberg ; couleurs de Robbie Busch ; 24 planches. Titre original : Dream a little Dream of Me.
Son sachet de sable de rêve a été en la possession de John Constantine : Dream le rejoint, puis l'accompagne lorsque John s'aperçoit que le sachet de sable a sans doute été volé par une ex petite amie, Rachel. Dream et John Constantine vont chez elle, pour la découvrir sous l'emprise de rêves échappés, totalement dépendante du sable, comme d'une drogue qui la maintient en vie. Dream lui accorde une fin miséricordieuse, puis libère Constantine des cauchemars qui le hantent depuis un malheureux épisode (une invocation de démon qui a mal tourné dans sa jeunesse, en dépit de bonnes intentions).

### Un espoir en enfer
Crayonné de Sam Kieth ; encrage de Mike Dringenberg ; couleurs de Robbie Busch ; 24 planches. Titre original : A Hope in Hell.
Une fois en possession de son sachet de sable, Dream s'aventure en Enfer pour y défier le démon qui possède actuellement son heaume. Il remporte le duel d'imagination qui s'ensuit, puis parvient à quitter les enfers en dépit de la mauvaise volonté de Lucifer en faisant remarquer aux démons ce que serait l'enfer si les damnés ne pouvaient rêver du paradis. Lucifer promet alors de le détruire un jour. L'épisode se conclut sur une vision de John Dee, le docteur Destiny, prisonnier de l'Asile d'Arkham, qui hérite de sa mère le talisman de protection qui avait été échangé par un mortel contre le masque de Dream.

### Passagers
Crayonné de Sam Kieth ; encrage de Malcolm Jones III ; couleurs de Robbie Busch ; 24 planches. Titre original : Passengers.
Dream se met enfin à la recherche de son rubis, qui a été récupéré par la Justice League of America lorsque celle-ci a défait le docteur Destiny. Grâce à leurs indications, il retrouve le bijou, mais celui-ci a été utilisé et corrompu par Dee, et se retourne contre son créateur. John Dee s'échappe de son asile, récupère le rubis dans un entrepôt, puis se réfugie dans une auberge.

### 24 heures
Crayonné de Sam Kieth ; encrage de Mike Dringenberg, avec ses remerciements à Don Carola ; couleurs de Robbie Busch ; 24 planches. Titre original : 24 Hours.
Armé du pouvoir de manipuler les rêves et l'esprit des gens, John Dee commence un jeu pervers et destructeur avec les autres clients de l'auberge, et plus généralement avec les rêves des gens de par le monde. Il finit par les pousser à s'entretuer. Lorsque Dream revient à lui, il suit le rubis à la trace et rejoint Dee, seul survivant de l'auberge.

### Le bruit et la fureur
Crayonné de Sam Kieth ; encrage de Mike Dringenberg ; couleurs de Robbie Busch ; 24 planches. Titre original : Sound and Fury.
Dee défie Dream, affaibli, de lui reprendre le rubis. Celui-ci accepte le défi, mais répond à Dee que s'il convoite le pouvoir des rêves, il devra l'affronter dans son royaume, en rêve. La confrontation, qui déchire le royaume, tourne à l'avantage de Dee lorsque celui-ci, pensant achever Dream, brise le rubis, libérant tout le pouvoir que Dream y avait stocké. Dream, plus puissant à présent qu'il ne l'a été depuis des millénaires, choisit la clémence et épargne Dee, se contentant de le raccompagner à l'asile d'Arkham.

### Le battement de ses ailes
Traduction alternative : Le bruit de ses ailes ; crayonné de Sam Kieth ; encrage de Mike Dringenberg ; couleurs de Robbie Busch ; 24 planches. Titre original : The Sound of her Wings.
Le volume s'achève sur un épisode d'ambiance. Dream, libre et en pleine possession de ses moyens, se trouve désœuvré et d'humeur mélancolique. Sa sœur Death (la Mort) le rejoint, raille son auto-apitoiement et l'invite à la suivre pendant qu'elle fait sa tournée. À la voir ainsi accueillir les âmes des morts, Dream réalise ses propres responsabilités envers son royaume et retrouve une humeur plus légère.